# شيلد (منظمة)

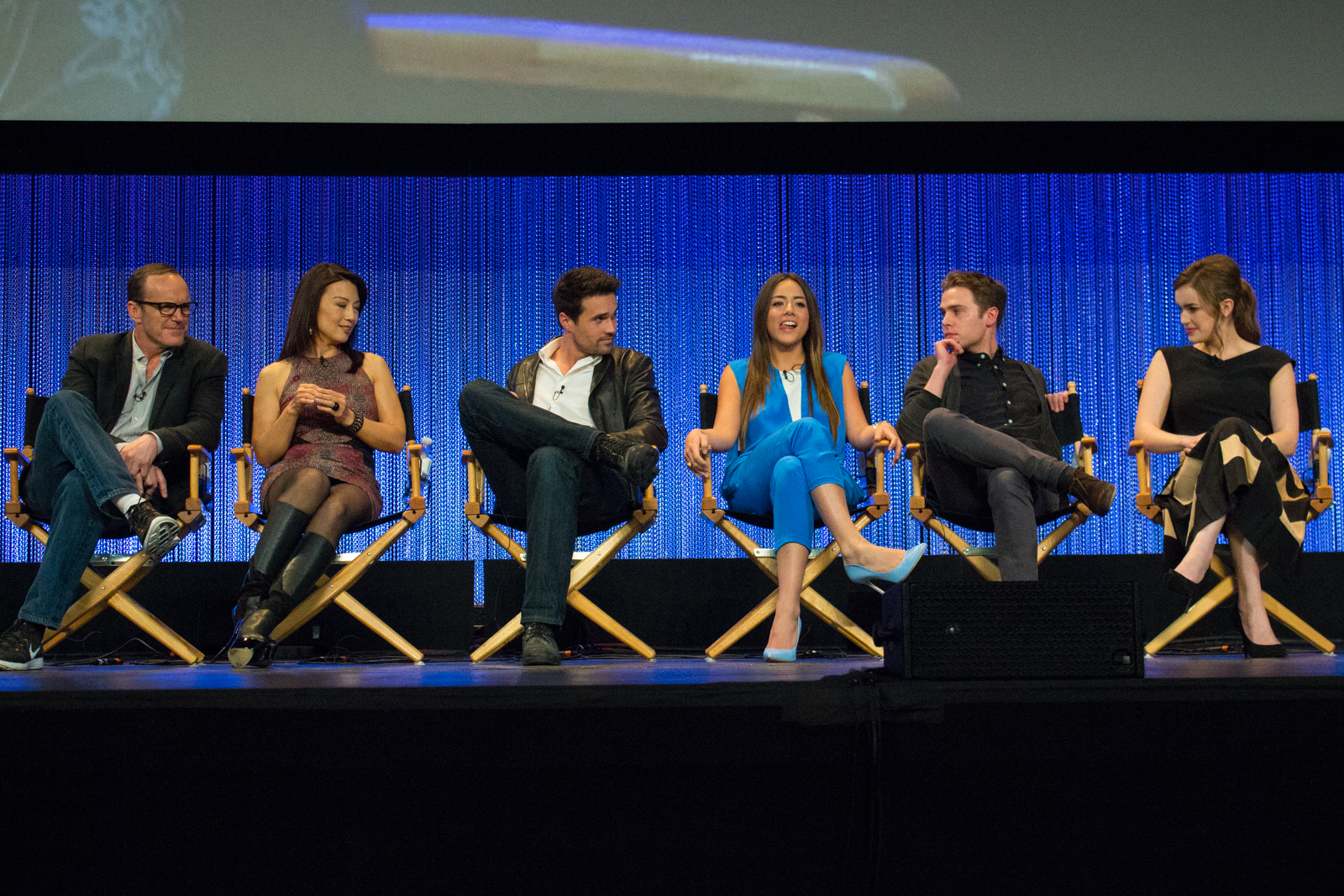
طاقم مسلسل "عملاء شيلد" (Agents of S.H.I.E.L.D.) في مهرجان بالي فيست 2014. من اليسار: كلارك غريغ، مينغ-نا وين، بريت دالتون، كلوي بينيت، إيان دي كايستيكر، وإليزابيث هينستريدج.

شيلد (S. H. I. E. L. D.) هي وكالة خيالية للتجسس، وإنفاذ القانون و مكافحة الإرهاب الوكالة تظهر في الكتب المصورة الأمريكية مارفل كومكس. تم إنشاؤها بواسطة ستان لي وجاك كيربي في حكايات غريبة #135 (Aug. 1965) ، وإنها غالبا ما تتعامل مع الظواهر خارقة و التهديدات من الفضاء الخارجي.

## الأعضاء
- نيك فيوري
- ماريا هيل
- فيل كولسون